# 경주 불국사 대웅전
경주 불국사 대웅전(慶州 佛國寺 大雄殿)은 대한민국 경상북도 경주시, 불국사의 대웅전으로 조선시대의 건축물이다. 2011년 12월 30일 대한민국의 보물 제1744호로 지정되었다. 석가여래 부처님을 모시는 법당으로, 불국사 경 내 중심이 되는 건물이다. 그러하다.

## 입지 현황 및 역사문화환경
경주 불국사는 신라의 동악(東岳)인 토함산(土含山) 서측 기슭에 위치하며, 남향으로 배치되어 있다. 불국사의 지형은 북측이 높고 남측이 낮은 북고남저(北高南低)와 동측이 높고 서측이 낮은 동고서저(東高西低)으로 지형에 따라 석축을 가구식으로 조화롭게 쌓았으며, 동측 사역에는 자하문, 대웅전, 무설전을 남북 축선에 배치하면서 회랑을 둘러 공간을 구성하고 있다.
대웅전의 동·서측면에는 익랑(翼廊)이 놓여 동·서 회랑과 연결되고 남회랑의 동측 모서리에는 좌경루(左經樓)가 있고, 서측 모서리에는 범영루(泛影樓)가 배치되어 있다. 자하문 남측에는 청운교와 백운교의 석계를 마련하여 대웅전으로 진·출입할 수 있도록 꾸몄다.

## 연혁
불국사에 대한 문헌은 삼국유사와 불국사고금창기(佛國寺古今創記), 대웅전중창단확기(大雄殿重創 丹雘記) 등이 있다.
삼국유사에는 '김대성이 경덕왕 10년(751년,辛卯)에 처음으로 불국사를 창건하기 시작하여 혜공왕 10년(774년,甲寅) 12월 2일 대성이 죽자 나라에서 공사를 마쳤다(...景德王代 大相大城以天寶十年辛 卯始創佛國寺,歷惠恭世,以大歷九年甲寅十二月二日大城쭈,國家及畢成...)'는 기록이 있어 경덕왕 때 (751) 창건된 것으로 추정된다.
대웅전은 불국사고금창기에 의하면 조선 세종 18년(1436년)에 중수하였으며, 성종 21년(1490년)과 명종 19년(1564년)에 중수가 있었으나, 선조 26년(1593년) 임진왜란 때에 소실되었다. 그 후 효종 10년 (1659년)에 중창된 후 숙종 3년(1677년) 번와 보수, 숙종 34년(1708년) 서쪽 기둥 교체, 영조 5년과 영조 6년(1730), 영조 7년에 개와(蓋瓦)를 보수하였다. 조선 영조 41년(1765년, 乙酉)에는 대웅전을 중창하고, 영조 41년(1767년) 단청이 완료되었으며, 이후 대웅전의 삼존불과 후불탱(後佛幀)을 영조 45년(1769년)에 완성하였다.
그 후 퇴락된 것을 일제 강점기인 1918년부터 1925년까지 조선총독부 주관으로 개수한 바 있으며, 이어 1934년부터 1936년 사이에도 개수되었다. 그 뒤 또 다시 심하게 퇴락되어 가던 것을 1970년 대에 박정희(朴正熙) 대통령의 지시로 중창되었다.

## 건축적 특징
불국사 대웅전 전면의 동측에는 다보탑이 배치되어 있고, 서측에는 석가탑이 배치되어 있다. 또, 대웅전 전면에는 팔각을 기본으로 한 전형적인 통일신라 석등이 배치되어 있다.
대웅전은 정면 5칸, 측면 5칸의 동서가 약간 긴 장방형의 평면으로 단층 팔작 기와지붕이며, 조선 후기의 다포계 형식을 가지고 있다. 대웅전의 외관은 중앙의 어칸을 협칸(8.7尺)이나 퇴칸(8.2尺) 보다 배이상 넓은 주칸(17.7尺)으로 꾸며졌다.
공포는 다포로 어칸에 3구의 공간포가 배치되었고, 협칸과 퇴칸에는 1구의 공간포가 배치되어 있다. 살미첨차에는 초화문양(草花文樣)과 봉황(鳳凰)머리를 조각하였고, 평방에서 돌출된 용머리 조각 등은 매우 화려하게 장식하였다.
대웅전 정면의 어칸은 사분합꽃살문이고, 협칸과 퇴칸은 쌍분합교살문이며, 양측면의 문은 삼분합 띠살문으로 꾸며졌으며, 후면의 어칸은 사분합정자살문이며, 협칸은 벽체로 막았고 퇴칸은 분합정 자살문으로 20칸중 10칸은 문을 설치하여 개방했다.
기단은 면석에 우주(隅柱)와 탱주(撐柱)가 설치되어 있고, 상부에 갑석(甲石)을 덮은 통일신라시대의 가구식 기단(架構基壇)이다. 기단의 사면 중앙부에는 계단이 놓여 있고, 계단 양측의 소맷돌은 측면을 삼각형 문양으로 가공하였다.
천정은 우물 천정인데 층단식으로 중앙이 높게 꾸며졌다.

## 지정 가치
불국사 대웅전은 창건당시 기단과 석등 등의 석조물이 보존되어 있으며, 창건 당시의 유구 위에 영조 41년(1765)에 중창된 건물로 중창기록과 단청에 대한 기록이 함께 보존되어 있는 매우 중요한 건축물이다. 대웅전은 정면 5칸, 측면 5칸의 다포계 건물로 기둥을 생략한 내부 공간 구성 및 살미첨차의 초화문양(草花文樣)과 봉황(鳳凰)머리 조각, 평방에서 돌출된 용머리 조각 등 내·외부를 매우 화려하게 장식한 우수한 불전으로 그 가치가 크므로 국가문화재(보물)로 지정되었다.

## 같이 보기
- 불국사

## 참고 자료
- 경주 불국사 대웅전 - 국가유산청 국가유산포털